# Johann Anton Lammersdorf

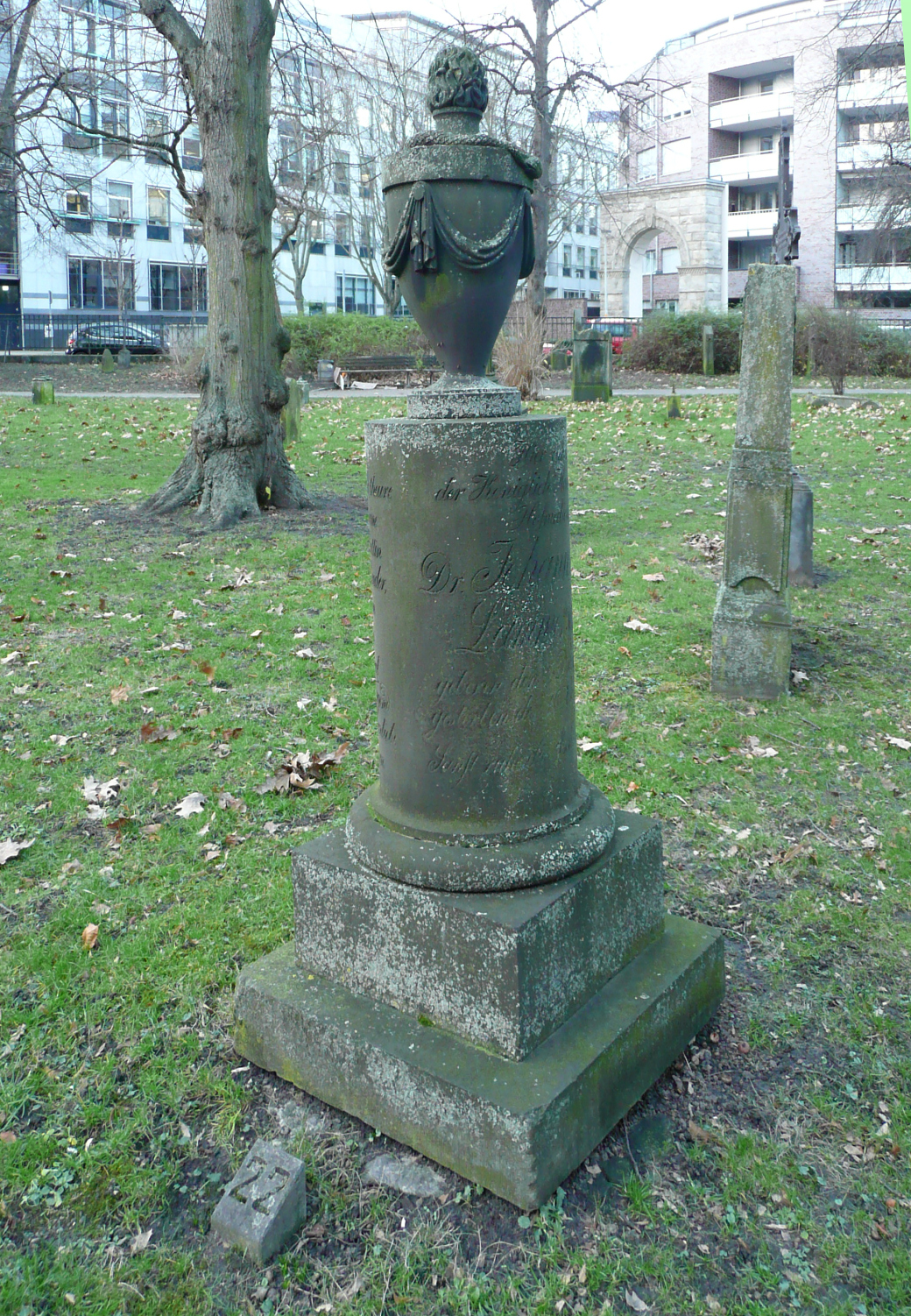
Grabmal auf dem Gartenfriedhof

Johann Anton Lammersdorf (auch: Lammersdorff)
(* 1. Dezember 1758 in Hannover; † 16. Oktober 1822 ebenda) war ein deutscher Mediziner und Biologe.

## Leben
Johann Anton wurde als Sohn des Chirurgen Ludwig Christian Konrad Lammersdorf geboren.
Er studierte Biologie an der Georg-August-Universität in Göttingen, wo er 1781 seine Dissertation schrieb.
Seinen Vater unterstützte er anfangs in der ärztlichen Leitung des Accouchier-Hospitals, des Vorläufers der heutigen Landesfrauenklinik in Hannover.
Seine erste eigene Praxis eröffnete Johann Anton Lammersdorf in der Aegidienneustadt, die er später in die Marktstraße 449 verlegte. 1803 wurde Lammersdorf zum Hofmedicus ernannt und trug diesen Titel bis 1822, dem Jahr seines Todes.
Am Ende seines Lebens wurde Lammersdorf 1821 Vorsitzender der Naturhistorischen Gesellschaft Hannover.
Johann Anton Lammersdorff wurde auf dem Gartenfriedhof bestattet, wo sich noch heute sein denkmalgeschütztes Grabmal findet mit der Inschrift

„Sanft ruhe die Asche dieses Lebens.“

## Schriften
- Dissertatio inauguralis botanica sistens plantarum cryptogamicarum fructificationis historiae prodromum de filicum fructificatione, Verlag Jo. Christian. Dieterich, 1781[3]